# David Fitzpatrick (cầu thủ bóng đá, sinh 1990)
David Fitzpatrick (sinh ngày 28 tháng 2 năm 1990) là một cầu thủ bóng đá người Anh thi đấu cho Macclesfield Town, ở vị trí hậu vệ trái.

## Sự nghiệp
Sinh ra ở Manchester, Fitzpatrick has thi đấu cho Northwich Victoria, New Mills, Southport và Macclesfield Town. Vào tháng 5 năm 2018, anh ký hợp đồng 2 năm với Macclesfield.